# Erlenbach-Winkel
Erlenbach-Winkel ist ein prähistorischer Siedlungsplatz im mittleren Becken des Zürichsees auf dem Gebiet der Gemeinde Erlenbach im Kanton Zürich in der Schweiz.

## Lage und Befund
Die Siedlung lag am rechtsseitigen (östlichen) Ufer des Seebeckens. Der Seespiegel (406 m ü. M.) liegt infolge klimatischer Unterschiede und der Gewässerkorrektion höher als während der Stein- und Bronzezeit; die Fundstelle befindet sich daher mehrere Meter unter der Wasseroberfläche.
Funde aus der Frühbronzezeit (20./19. Jh. v. Chr.) und Hausgrundrisse der Schnurkeramik sind von besonderer Bedeutung für den gesamten Siedlungsraum von mitteleuropäischen 'Pfahlbauten'. Das Fundmaterial der späten Schnurkeramik markiert den Beginn eines Hiatus von 600 Jahren bis zur Frühbronzezeit, in dem nördlich der Alpen keine Pfahlbauten gebaut wurden. Von besonderem Interesse sind auch die Hauskonstruktionen, da die Schnurkeramik im europäischen Kontext hauptsächlich durch Grabfunde definiert ist, während Siedlungen als archäologische Quellen normalerweise fehlen.

## UNESCO-Weltkulturerbe und Kulturgut von nationaler Bedeutung
Die Siedlungsreste gehören zu den 111 Fundplätzen, die am 27. Juni 2011 als UNESCO-Weltkulturerbe Prähistorische Pfahlbauten um die Alpen anerkannt wurden.
Im Schweizerischen Inventar der Kulturgüter von nationaler Bedeutung ist die Fundstelle Winkel als Klasse-A-Objekt aufgeführt.